# Vinkelhalveringslinje
En vinkelhalveringslinje er en linje, der deler en vinkel i to lige store dele. Den er m.a.o. det geometriske sted for de punkter, som hver især befinder sig lige langt fra hver af de to linjer, der danner vinklen.
I en vilkårlig trekant, hvor topvinklerne {\displaystyle A}, {\displaystyle B} og {\displaystyle C} samt disses modstående sider {\displaystyle a}, {\displaystyle b} og {\displaystyle c} kendes, kan en ligning for fx {\displaystyle A}'s halveringslinje {\displaystyle AD} bestemmes ved på {\displaystyle a} at lokalisere punktet {\displaystyle D}, jævnfør Figur 1.
Først beregnes de fra {\displaystyle B} og {\displaystyle C} på {\displaystyle AD} nedfældede højder:
{\displaystyle B_{h}=c\sin \left({\frac {A}{2}}\right)};
{\displaystyle C_{h}=b\sin \left({\frac {A}{2}}\right)}.
Dernæst defineres forholdstallet:
{\displaystyle F={\frac {B_{h}}{B_{h}+C_{h}}}},
som ganget med fx {\displaystyle a} giver {\displaystyle |BD|}.
Lader vi toppunkterne være givet ved
{\displaystyle A_{t}=(A_{1},A_{2})},
{\displaystyle B_{t}=(B_{1},B_{2})} og
{\displaystyle C_{t}=(C_{1},C_{2})},
kan {\displaystyle D}'s koordinater bestemmes som følger:
{\displaystyle D_{1}=B_{1}+F(C_{1}-B_{1})};
{\displaystyle D_{2}=B_{2}+F(C_{2}-B_{2})}.
Hvis
{\displaystyle d_{1}=D_{1}-A_{1}} og
{\displaystyle d_{2}=D_{2}-A_{2}},
er halveringslinjens parametriske ligning givet ved
{\displaystyle (A_{1}+d_{1}t;A_{2}+d_{2}t)},
mens dens kartesiske ligning kan skrives på formen
{\displaystyle -d_{2}(x-A_{1})+d_{1}(y-A_{2})=0\quad \Longleftrightarrow }
{\displaystyle -d_{2}x+d_{1}y+k=0\quad \Longleftrightarrow }
{\displaystyle k=d_{2}A_{1}-d_{1}A_{2}}.  

## Skæring mellem vinkelhalveringslinjer
Da vinkelhalveringslinjerne skærer hinanden i centrum for trekantens indskrevne cirkel, er det vigtigt at kunne bestemme skæringspunktet mellem mindst to af disse linjer. Her er et eksempel på, hvordan det kan gøres. Da vi allerede kender {\displaystyle A}'s halveringslinjes kartesiske ligning (se ovenfor), anfører vi nu den parametriske ligning for {\displaystyle C}'s halveringslinje, der er givet ved
{\displaystyle \left(C_{1}+\left(F_{1}-C_{1}\right)t,C_{2}+\left(F_{2}-C_{2}\right)t\right)},
og som skærer {\displaystyle C} i punktet {\displaystyle F}, bestemt ved
{\displaystyle F_{1}=A_{1}+{\frac {(B_{1}-A_{1})b\sin(C/2)}{b\sin(C/2)+a\sin(C/2)}}},
{\displaystyle F_{2}=A_{2}+{\frac {(B_{2}-A_{2})b\sin(C/2)}{b\sin(C/2)+a\sin(C/2)}}}.
Ligningen for {\displaystyle C}'s halveringslinje indsættes nu i ligningen for {\displaystyle A}'s:
{\displaystyle -d_{2}(C_{1}+(F_{1}-C_{1})t)+d_{1}(C_{2}+(F_{2}-C_{2})t)+k=0\qquad \Longleftrightarrow }
{\displaystyle t_{1}={\frac {d_{2}C_{1}-d_{1}C_{2}-k}{d_{1}(F_{2}-C_{2})-d_{2}(F_{1}-C_{1})}}},
som efter indsættelse i {\displaystyle C}'s halveringslinjes ligning giver skæringskoordinaterne:
{\displaystyle S_{1}=C_{1}+(F_{1}-C_{1})t_{1}},
{\displaystyle S_{2}=C_{2}+(F_{2}-C_{2})t_{1}}.
Bemærk, at {\displaystyle t}-parameteren, før den isoleres på venstresiden, omdøbes til {\displaystyle t_{1}}.

## Vinkelhalveringsteorem
I henhold til det såkaldte vinkelhalveringsteorem, er
{\displaystyle {\frac {|BD|}{|AB|}}={\frac {|DC|}{|AC|}}}, 
hvilket nu vil blive bevist: Ifølge de trigonometriske læresætninger (for sinus, cosinus og tangens i retvinklede trekanter) er
{\displaystyle {\frac {|BD|}{|AB|}}={\frac {\sin(\angle BAD)}{\sin(\angle BDA)}}} og
{\displaystyle {\frac {|DC|}{|AC|}}={\frac {\sin(\angle CAD)}{\sin(\angle ADC)}}},
hvilket man kan forvisse sig om ved at gange over kors i begge ligninger.
Da højresiderne i disse er ens, må venstresiderne også være det, og med denne konstatering er beviset fuldført.
Indsættes de kendte parametre (sidelængderne {\displaystyle a}, {\displaystyle b} og {\displaystyle c}) i vinkelhalveringsteoremet, kan {\displaystyle D}'s koordinater bestemmes uden direkte brug af trigonometriske beregninger:
{\displaystyle {\frac {|BD|}{|c|}}={\frac {|a|-|BD|}{|b|}}\quad \Longleftrightarrow }
{\displaystyle |BD|+{\frac {|b||BD|}{|c|}}=|a|\quad \Longleftrightarrow }
{\displaystyle \left(1+{\frac {|b|}{|c|}}\right)|BD|=|a|\quad \Longleftrightarrow }
{\displaystyle |BD|={\frac {|a||c|}{|b|+|c|}}\quad \Longleftrightarrow }
{\displaystyle F={\frac {|BD|}{|a|}}.}
Efter omskrivningen af forholdstallet {\displaystyle F} finder vi igen, at {\displaystyle D}'s koordinater er givet ved
{\displaystyle D_{1}=B_{1}+F(C_{1}-B_{1})}, 
{\displaystyle D_{2}=B_{2}+F(C_{2}-B_{2})}.